# Thuwaba ibn Salama al-Judh'ami
Thuwāba ibn Salāma al-Judh'amī (in arabo  ثوابة بن سلامة الجذامي‎?; ... – 746) fu wālī omayyade di al-Andalus dal 745 al 746.

## Origine
La Histoire de l'Afrique et de l'Espagne, riporta che Thuwaba era figlio di Salama al-Judh'ami (Selàma Djodhàmi), di cui non si conoscono gli ascendenti.

La penisola iberica, durante il mandato di Thuwaba ibn Salama al-Judh'ami

## Biografia
Thuwaba era stato un generale siriaco, al seguito del wālī Balj ibn Bishr al-Qushayrī.
Durante il mandato del suo predecessore, il wali Abū l-Khaṭṭār al-Ḥuṣām ibn Dirār al-Kalbī, si era rianimato il conflitto tra i siriani mudariti e Arabi yemeniti e un forte contrasto tra Abu l-Khattar ed il capo del jund di Qinnasrin, al-Ṣumayl b. Ḥātim al-Kilābī, portò a uno scontro armato che si concluse nell'aprile 745 sul Guadalete con una sconfitta di Abu l-Khattar, che fu fatto prigioniero.
Dopo la sconfitta, come riporta lo storico Rafael Altamira Abu l-Khattar fu esautorato dal generale Thuwāba ibn Salāma al-Judhʿāmī, che lo condusse a Cordova in catene.
Thuwaba, alla battaglia di Guadalete, era stato acclamato wālī dalle sue truppe siriane. 
La guerra civile però continuò e gli yemeniti ebbero per guida Yūsuf ibn ʿAbd al-Raḥmān al-Fihrī, figlio di un precedente wālī di al-Andalus, ʿAbd al-Malik ibn Qaḥṭān al-Fihrī, molto probabilmente discendente di ʿUqba ibn Nāfiʿ al-Fihrī, il conquistatore della provincia d'Africa (la futura Ifrīqiya) ai Bizantini.
Nel 746, gli yemeniti presero il sopravvento e, dopo la morte di Thuwaba, Yūsuf, fu nominato wali di al-Andalus (come riporta la Histoire de la conquête de l'Espagne par les Musulmans), divenendo l'ultimo wālī alle dipendenze (formali) dell'ultimo califfo omayyade di Damasco, Marwān II ibn Muḥammad ibn Marwān.
La successione di Yūsuf, dopo la morte di Thuwaba, viene confermata anche dal Diccionario biográfico español, Real Academia de la Historia.

### Fonti primarie
- (FR)  Histoire de la conquête de l'Espagne par les Musulmans
- (FR)  #ES Histoire de l'Afrique et de l'Espagne
- (EN)  #ES Spagna musulmana e Portogallo: una storia politica di al-Andalus

### Letteratura storiografica
- Rafael Altamira, "Il califfato occidentale", in Storia del mondo medievale, vol. II, 1999, pp. 477–515